# Liste der Monuments historiques in Varreddes
Die Liste der Monuments historiques in Varreddes führt die Monuments historiques in der französischen Gemeinde Varreddes auf.

## Liste der Bauwerke
| Bezeichnung       | Beschreibung | Standort | Kennzeichnung | Schutzstatus | Datum | Bild           |
| ----------------- | ------------ | -------- | ------------- | ------------ | ----- | -------------- |
| Kirche St-Arnoult |              | (Lage)   | PA00087306    | Inscrit      | 1949  | weitere Bilder |

## Liste der Objekte
Zum Verständnis siehe: Kirchenausstattung
- Monuments historiques (Objekte) in Varreddes in der Base Palissy des französischen Kultusministeriums